# 紫香楽宮跡

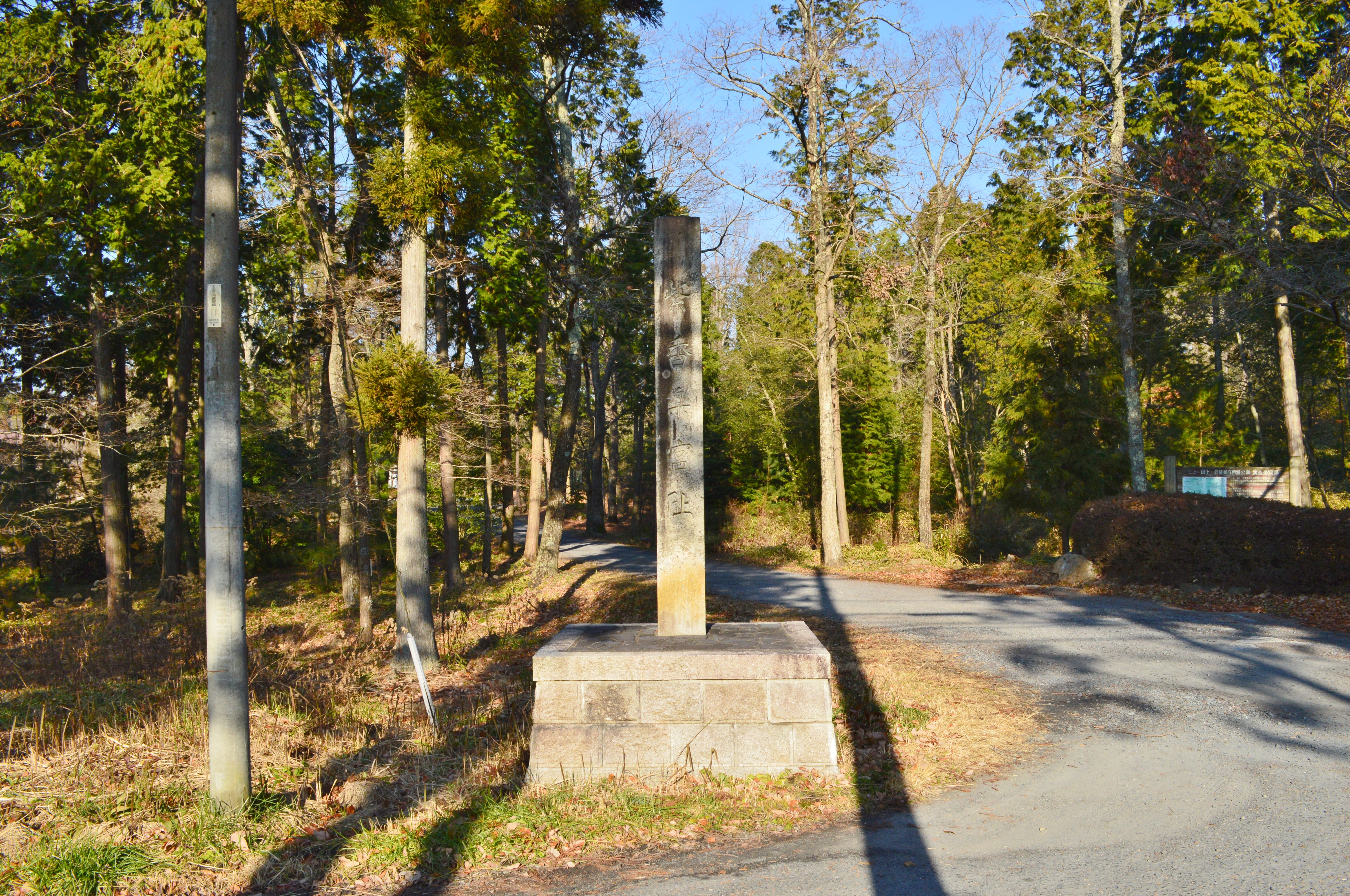
紫香楽宮阯碑当初に国の史跡「紫香楽宮跡」に指定された内裏野地区に所在。

紫香楽宮跡（しがらきのみやあと）は、滋賀県甲賀市信楽町にある古代遺跡群。国の史跡に指定されている。
奈良時代に聖武天皇が営んだ紫香楽宮（信楽宮/甲賀宮）の関連遺跡群である。

## 概要

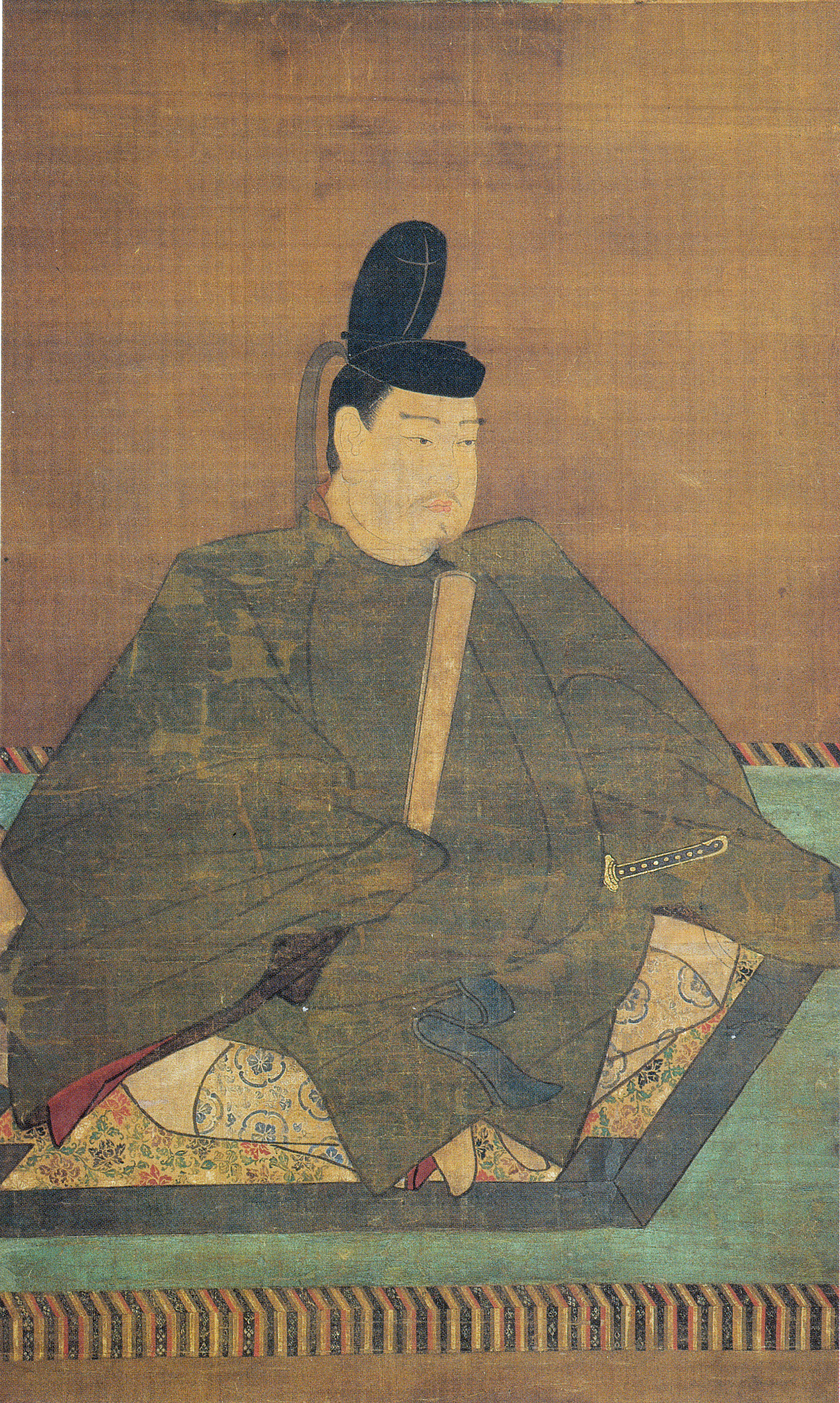
聖武天皇肖像

滋賀県南部、大戸川上流部において周囲を山で囲まれた小盆地である信楽（紫香楽）の地に位置する。現在、国の史跡としては次の5地区から構成される。
- 宮町地区 - 宮殿跡を主とする遺跡。
- 内裏野地区 - 寺院跡を主とする遺跡。
- 新宮神社地区 - 道路跡を主とする遺跡。
- 鍛冶屋敷地区 - 鋳造所跡を主とする遺跡。
- 北黄瀬地区 - 大井戸跡を主とする遺跡。

信楽の地では奈良時代の天平14-17年（742-745年）に聖武天皇の紫香楽宮（信楽宮/甲賀宮）が営まれたことや、それと並行して総国分寺として甲賀寺（甲可寺）の造営が計画されたことが知られ、それらに関連する遺跡群とされる。紫香楽宮の中心施設（狭義の紫香楽宮跡）は、かつて内裏野地区に比定されていたが、現在では宮町地区に比定する説が確実視される。そしてその中心施設の周辺でも多くの遺構・遺物が検出されており、紫香楽宮の様相解明と同時に、文献上で想定されるような仮設の離宮ではなく、考古資料としては本格的な宮と判明した点でも重要視される遺跡群になる。
遺跡域では1926年（大正15年）に内裏野地区が「紫香楽宮跡」の名称で国の史跡に指定され、その後に数次の追加指定が実施されている。

## 遺跡歴
- 元禄2年（1689年）の『近江地誌』に、内裏野地区について記述[3]。
- 享保19年（1734年）の『近江輿地志略』に、内裏野地区・新宮神社地区について記述[3]。
- 貞享年間（1864-1888年）の編纂とされる『淡海温故録』に、内裏野地区について記述[3]。
- 1923年（大正12年）、黒板勝美による内裏野地区の踏査[3][4]。
- 1924年（大正13年）、国の史跡に仮指定（内裏野地区）[3]。
- 1926年（大正15年）10月20日、「紫香楽宮跡」として国の史跡に指定（内裏野地区）[2]。
- 1930年（昭和5年）、内裏野地区の調査で宮殿跡でなく寺院跡と判明（肥後和男ら）[3][4]。
- 1975年（昭和50年）、宮町地区の圃場整備事業での柱根3本の出土が判明[3]。
- 1983年（昭和58年）、宮町地区の発掘調査開始[3]。
- 2000年（平成12年）、宮町地区で大型建物の検出、宮殿跡の可能性が確実視[3]。新宮神社地区で道路遺構の検出[4]。
- 2001-2002年（平成13-14年）、鍛冶屋敷地区で鋳造遺構の検出[4]。北黄瀬地区で井戸遺構の検出[4]。
- 2005年（平成17年）3月2日、史跡範囲の追加指定（宮町地区）[2][4]。
- 2010年（平成22年）8月5日、史跡範囲の追加指定（新宮神社地区・鍛冶屋敷地区・北黄瀬地区）[2]。
- 2015年（平成27年）10月7日、史跡範囲の追加指定（新宮神社地区の一部）[2][5][6]。

## 遺構

### 宮町地区

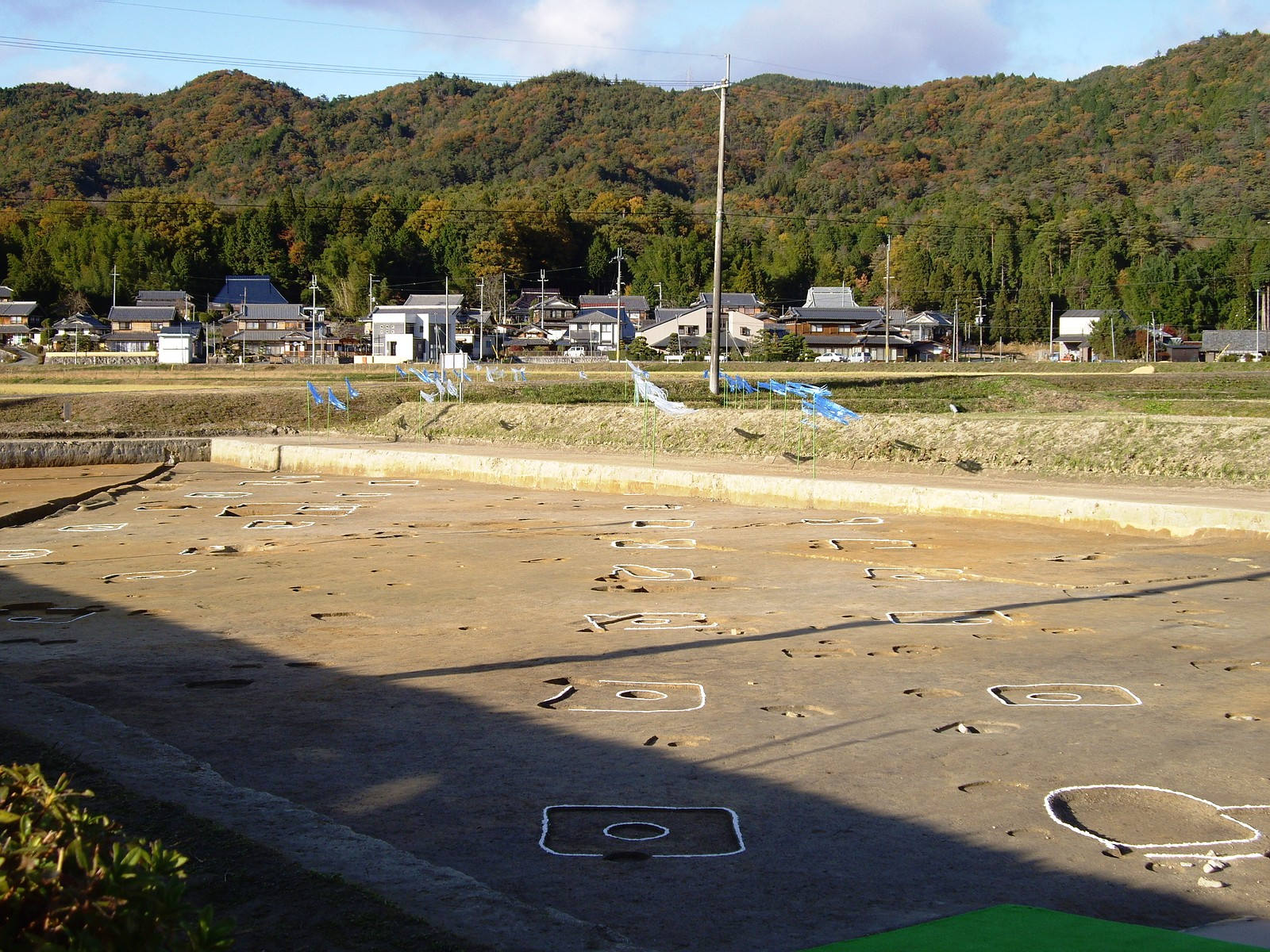
宮町地区 東脇殿跡
（2007年調査時）

宮町地区（みやまちちく、宮町遺跡の一部）は、甲賀市信楽町宮町にある遺跡（北緯34度56分8.37秒 東経136度5分1.33秒 / 北緯34.9356583度 東経136.0837028度）。盆地北半の平坦地に位置する。遺構は宮殿跡を主とし、2000年（平成12年）の調査で大型建物跡が検出されている。
主要建物として、中心北方に中心建物（正殿）、東西左右に脇殿がコ字形に配置されるほか、後背の正殿北方に大型建物2棟（内裏建物か：恭仁宮跡に類例）が認められる。そのほかにも多くの建物遺構が検出されており、紫香楽宮の中心施設とする説が確実視される遺跡になる。遺跡域からは多数の木簡・墨書土器が検出しているほか、『万葉集』と同じ歌を記した歌木簡の出土が注目される。
遺跡域は2005年（平成17年）に国の史跡に追加指定されている。現在、遺構は地下保存される。

### 内裏野地区

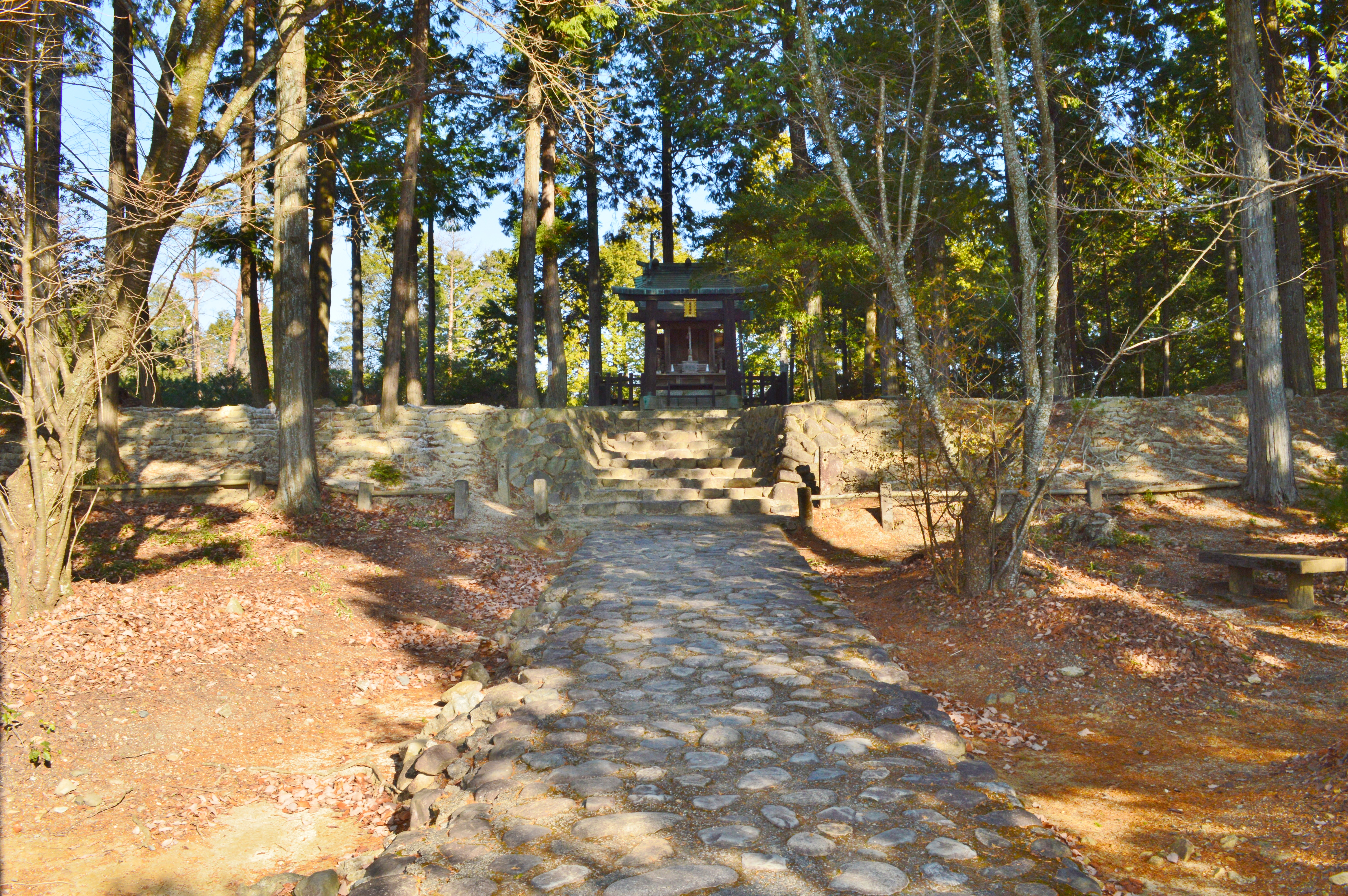
内裏野地区

内裏野地区（だいりのちく、内裏野遺跡/内裏野廃寺跡）は、甲賀市信楽町黄瀬（きのせ）・牧にある遺跡（北緯34度55分5.82秒 東経136度4分57.84秒 / 北緯34.9182833度 東経136.0827333度）。盆地南半の丘陵上に位置する。遺構はかつては宮殿跡とされたが、現在は寺院跡とされる。
主要伽藍として中門・金堂・講堂・僧坊が南から一直線に配され、その東側に塔院が配される東大寺式伽藍配置である。その他にも経楼・鐘楼・小子坊・食堂などの多くの遺構が認められている。文献上では、紫香楽宮と並行して総国分寺として造営が計画された甲賀寺（甲可寺）の存在が知られ、その甲賀寺跡、または甲賀寺を転用した近江国分寺跡とする説が挙げられている。
遺跡域は1926年（大正15年）に「紫香楽宮跡」の名称で国の史跡に指定されている。現在も地表面ではほとんどの礎石を露出して遺存する。

### 新宮神社地区

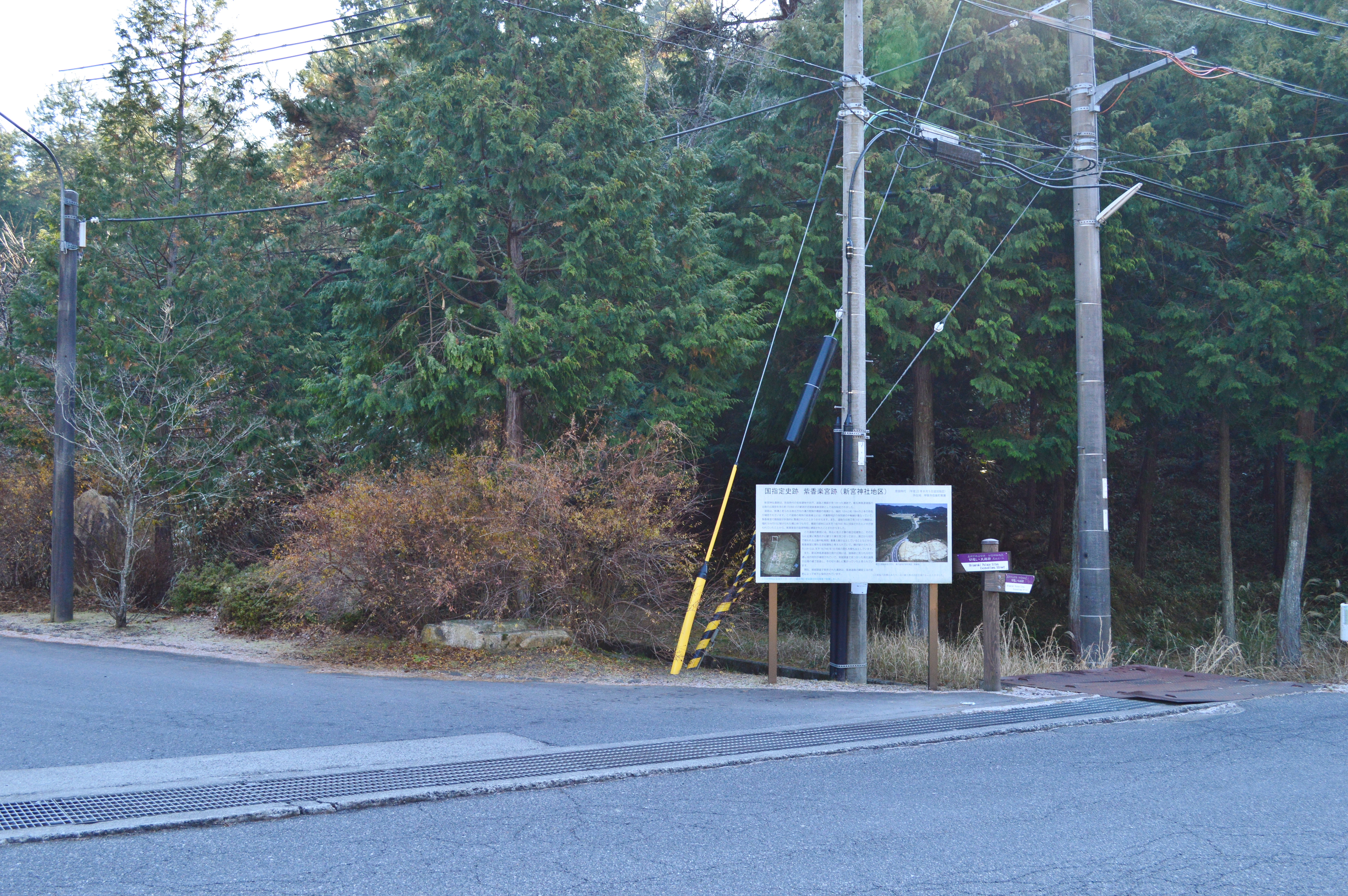
新宮神社地区

新宮神社地区（しんぐうじんじゃちく、新宮神社遺跡の一部）は、甲賀市信楽町黄瀬にある遺跡（北緯34度55分39.01秒 東経136度4分57.35秒 / 北緯34.9275028度 東経136.0825972度）。宮町地区と内裏野地区の中間に位置する。遺構は道路跡を主とし、2000年（平成12年）の調査で検出されている。
道路は幅12メートル、幅18メートルの2本が認められており、側溝を有する。内裏野地区の寺院中軸線上に重なり、同様の遺構は内裏野丘陵上の東山遺跡でも検出されているほか、新名神高速道路の北側では道路跡と見られる切り通し状の地形が認められる。また川（幅約5メートル）に架けられた橋の橋脚が検出されており、橋脚材のヒノキ丸太は年輪年代法により744年の伐採と認められる。これらより、宮町地区と内裏野地区を結ぶ朱雀路と推定される遺跡になる。なお、道路東側では官衙建物と見られる掘立柱建物とともに土器・転用硯・墨書土器が出土しているほか、川からは天平16年（744年）の荷札木簡の出土も認められている。
遺跡域は2010年（平成22年）に国の史跡に追加指定され、2015年（平成27年）に一部が追加指定されている。現在、遺構は地下保存される。

### 鍛冶屋敷地区

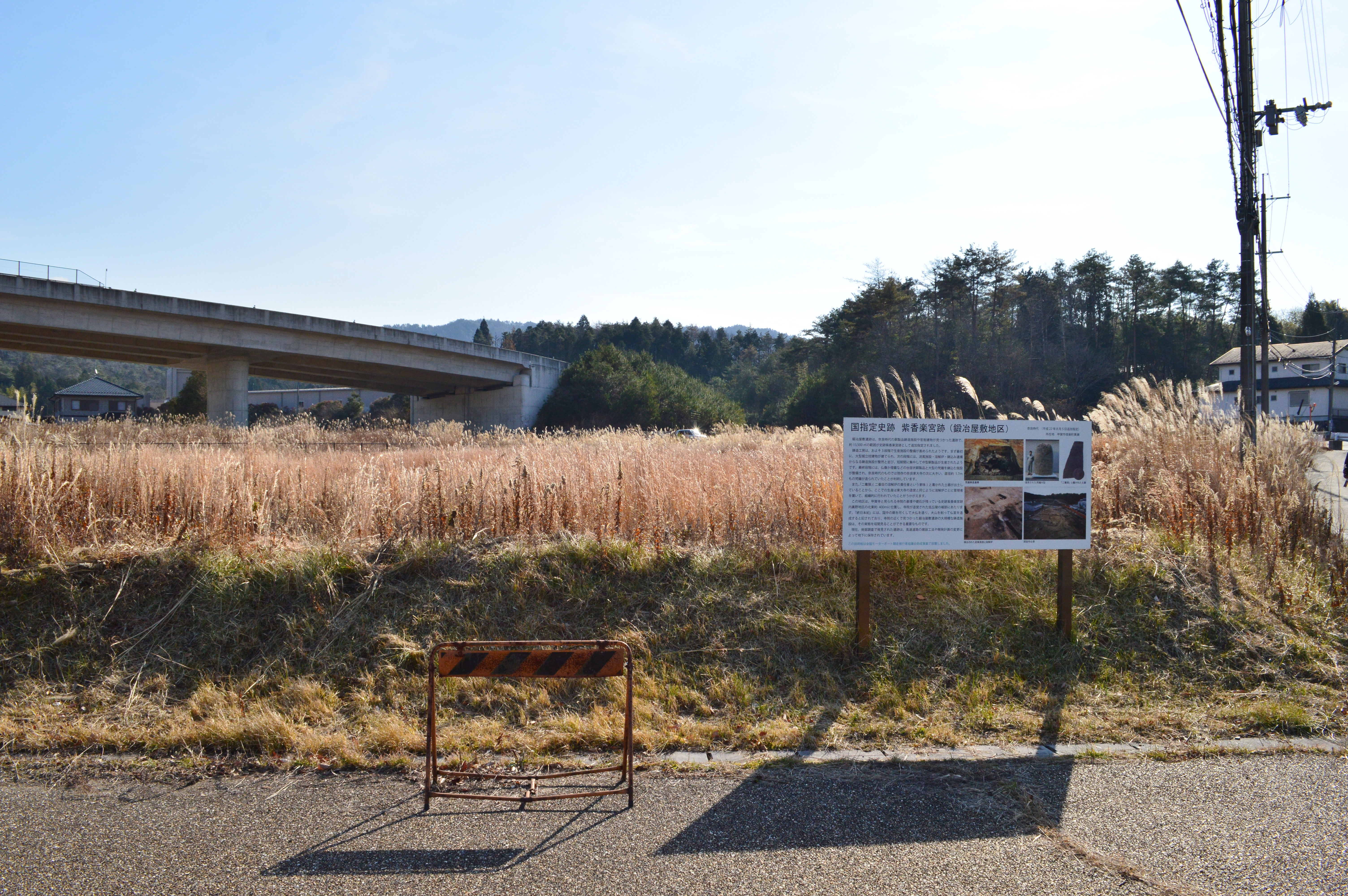
鍛冶屋敷地区

鍛冶屋敷地区（かじやしきちく、鍛冶屋敷遺跡の一部）は、甲賀市信楽町黄瀬にある遺跡（北緯34度55分23.17秒 東経136度5分2.25秒 / 北緯34.9231028度 東経136.0839583度）。内裏野地区と新宮神社地区の間に位置する。遺構は大規模な鋳造所跡を主とし、2001-2002年（平成13-14年）の調査で検出されている。
鋳造工房は3段階で整備され、まず大型掘立柱建物が建てられ、次に中型銅製品の鋳造施設（送風施設・溶解炉・鋳込み遺構）が、最後に台座銅製品・梵鐘の鋳造施設が設けられている。特に梵鐘は大型で、直径約1.7メートルを測ったとされる。内裏野地区の北東方に位置することから、内裏野地区の寺院建立と関連する遺跡になる。
遺跡域は2010年（平成22年）に国の史跡に追加指定されている。現在、遺構は地下保存される。

### 北黄瀬地区
北黄瀬地区（きたきのせちく、北黄瀬遺跡の一部）は、甲賀市信楽町黄瀬にある遺跡（北緯34度55分30.70秒 東経136度4分22.71秒 / 北緯34.9251944度 東経136.0729750度）。盆地西側に位置する。遺構は大井戸跡を主とし、2001-2002年（平成13-14年）の調査で検出されている。
井戸は方形で、一辺1.8メートルを測る。覆屋の中央に位置しており、井戸枠は鉄釘で固定される。井戸枠のヒノキ材は年輪年代法により743年の伐採と認められている。宮町地区の中心施設からは離れて位置するが、紫香楽宮が広い範囲で整備されたことを示す遺跡になる。
遺跡域は2010年（平成22年）に国の史跡に追加指定されている。

### その他
史跡紫香楽宮跡の周辺では、以上の他にも東山遺跡、東出遺跡、紫香楽宮東遺跡、雲井遺跡が分布する。そのうち東山遺跡では、2005年（平成17年）に新宮神社地区の道路の延長線上で道路遺構が検出されているほか、2017年（平成29年）に大型建物跡が検出されている。

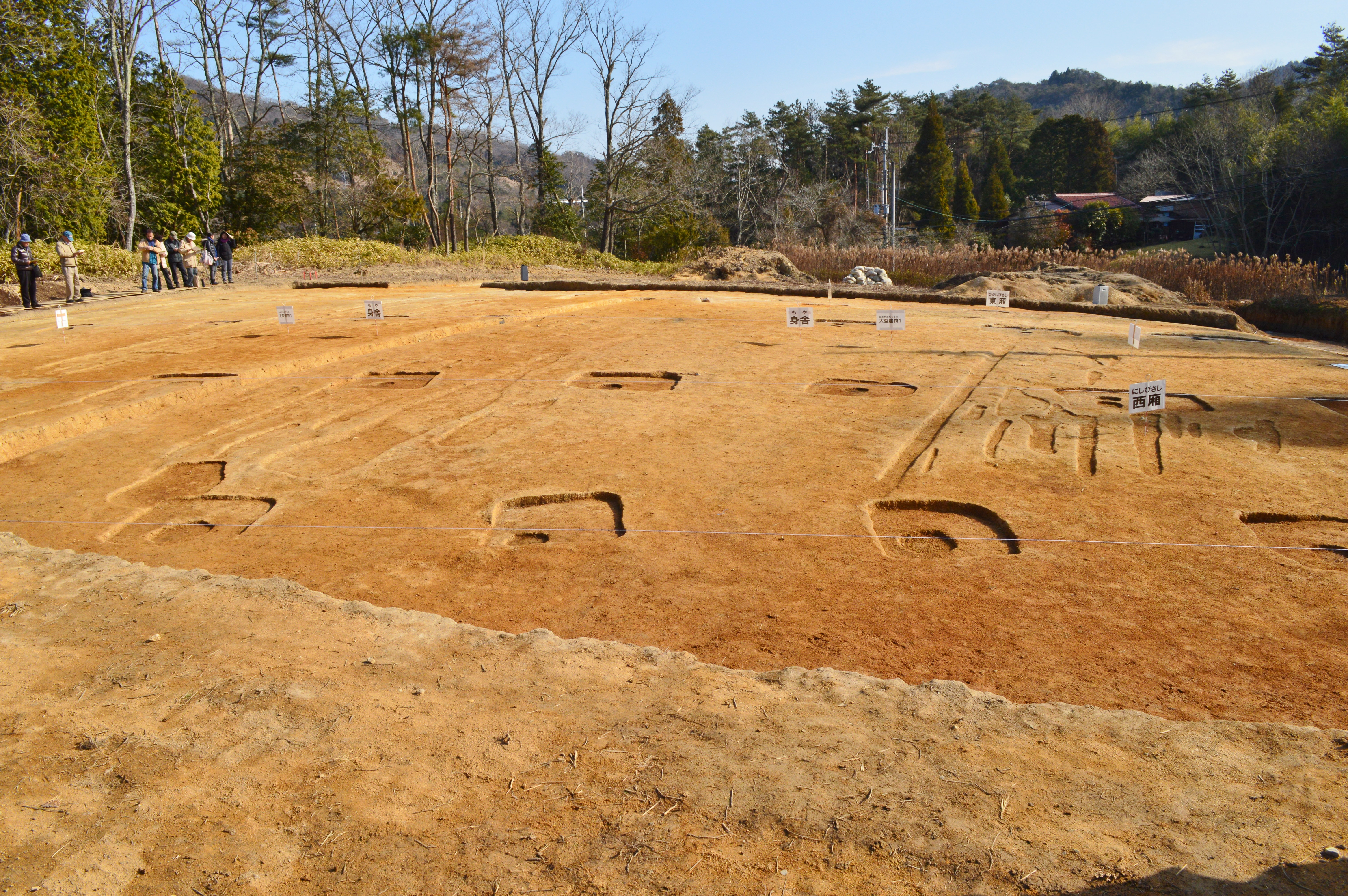
東山遺跡 大型建物跡（2017年調査時）

## 文化財

### 国の史跡
- 紫香楽宮跡
1926年（大正15年）10月20日指定[2]。
2005年（平成17年）3月2日・2010年（平成22年）8月5日・2015年（平成27年）10月7日・2022年（令和4年）3月15日に史跡範囲の追加指定[2][13]。

### 甲賀市指定文化財
- 有形文化財
  - 紫香楽宮跡出土遺物 49点（考古資料）[14]
  - 宮町遺跡出土柱根 3本（考古資料）[14]
  - 宮町遺跡出土木簡 5本（考古資料）[14]
  - 史跡紫香楽宮跡（宮町地区）歌木簡と歌墨書土器 2点（考古資料） - 2015年（平成27年）2月18日指定[15]。

## 現地情報
所在地
- 宮町地区（宮殿跡）：滋賀県甲賀市信楽町宮町
- 内裏野地区（寺院跡）：滋賀県甲賀市信楽町黄瀬・牧

交通アクセス
- 信楽高原鐵道信楽線 紫香楽宮跡（しがらきぐうし）駅から
  - 宮町地区まで：徒歩約40分
  - 内裏野地区まで：徒歩約10分

関連施設
- 紫香楽宮跡関連遺跡群調査事務所（甲賀市信楽町宮町） - 史跡紫香楽宮跡の出土品の一部を保管・展示。

周辺
- 勅旨古墳群 - 滋賀県指定史跡。
- 飯道神社 - 延喜式内社。